# Соловьёв, Фёдор Адамович
Соловьёв Фёдор Адамович (род. 21 февраля 1925, Могилёвская область) — советский строитель, главный технолог треста «Криворожстальконструкция». Лауреат Государственной премии УССР в области науки и техники (1976) и Премии Совета Министров СССР (1976).

## Биография
Родился 21 февраля 1925 года на территории нынешней Могилёвской области.
В 1957 году окончил Уральский политехнический институт.
В 1957—1961 годах — прораб, главный инженер строительного управления № 105. В 1961—1965 годах — главный инженер проектов треста «Укрпроектстальконструкция». В 1966—1968 годах — доцент кафедры строительства Криворожского горнорудного института. В 1969—1985 годах — главный инженер треста «Криворожстальконструкция».
Опытный управляющий процессом монтажа сложных промышленных конструкций.

## Награды
- Государственная премия УССР в области науки и техники (14 декабря 1976) — разработка и внедрение прогрессивной технологии монтажно-сварочных работ и комплексной механизации для возведения металлоконструкции крупнейшей в мире доменной печи № 9 Криворожского металлургического завода имени В. И. Ленина[2][3];
- Премия Совета Министров СССР (1976)[1].